# Bahnstrecke Most–Louka u Litvínova
| Kursbuchstrecke (SŽ): | 135                                                                |                                                   |                                                   |
| Streckenlänge: | 11,890 km                                                          |                                                   |                                                   |
| Spurweite: | 1435 mm (Normalspur)                                               |                                                   |                                                   |
| Streckenklasse: | Most–Most nové nádraží: D4 Most nové nádraží–Louka u Litvínova: C3 |                                                   |                                                   |
| Stromsystem: | 3 kV =                                                             |                                                   |                                                   |
| Maximale Neigung: | 19,6 ‰                                                             |                                                   |                                                   |
| Minimaler Radius: | 250 m                                                              |                                                   |                                                   |
| Streckengeschwindigkeit: | 60 km/h                                                            |                                                   |                                                   |
| |                                                                    |                                                   |                                                   |
| \| \| \| von Ústí nad Labem hl. n. \| \| \| \| 0,000 \| Most \| 225 m \| \| \| \| nach Chomutov \| \| \| \| \| von Třebušice \| \| \| \| 2,027 \| odb. Most nové nádraží St.1 \| odb. Most nové nádraží St.1 \| \| \| \| nach Most nové nádraží \| \| \| \| 3,200 \| Most-Kopisty \| 245 m \| \| \| \| von Most nové nádraží \| \| \| \| 3,910 \| odb. Most nové nádraží St.7 \| odb. Most nové nádraží St.7 \| \| \| \| vlečka Unipetrol RPA \| \| \| \| 6,144 \| Most-Minerva \| 245 m \| \| \| \| vlečka Unipetrol RPA \| \| \| \| \| Most-Minerva nákladní nádraží \| \| \| \| \| vlečka důl Hlubina \| \| \| \| \| vlečka důl Herkules (Zentrale Kohlenaufbereitung) \| \| \| \| 10,577 \| Litvínov město \| Litvínov město \| \| \| \| von (Praha-Smíchov–) Most (vorm. PDE) \| \| \| \| \| von (Chomutov–) Litvínov (vorm. DBE) \| \| \| \| 11,890 \| Louka u Litvínova früher Wiesa-Oberleutensdorf \| 305 m \| \| \| \| nach Děčín hl. n. (vorm. DBE) \| \| \| \| \| nach Moldava v Krušných horách (vorm. PDE) \| \| \| \| \| \| \| \| Quellen: [1][2][3] \| \| \| \| |                                                                    |                                                   |                                                   |
| Strecke |                                                                    | von Ústí nad Labem hl. n.                         | von Ústí nad Labem hl. n.                         |
| Bahnhof | 0,000                                                              | Most                                              | 225 m                                             |
| Abzweig geradeaus und nach links |                                                                    | nach Chomutov                                     | nach Chomutov                                     |
| Abzweig geradeaus und von links |                                                                    | von Třebušice                                     | von Třebušice                                     |
| Blockstelle | 2,027                                                              | odb. Most nové nádraží St.1                       | odb. Most nové nádraží St.1                       |
| Abzweig geradeaus und nach links |                                                                    | nach Most nové nádraží                            | nach Most nové nádraží                            |
| Haltepunkt / Haltestelle | 3,200                                                              | Most-Kopisty                                      | 245 m                                             |
| Abzweig geradeaus und von links |                                                                    | von Most nové nádraží                             | von Most nové nádraží                             |
| Blockstelle | 3,910                                                              | odb. Most nové nádraží St.7                       | odb. Most nové nádraží St.7                       |
| Abzweig geradeaus und nach links |                                                                    | vlečka Unipetrol RPA                              | vlečka Unipetrol RPA                              |
| Haltepunkt / Haltestelle | 6,144                                                              | Most-Minerva                                      | 245 m                                             |
| Abzweig geradeaus und nach links |                                                                    | vlečka Unipetrol RPA                              | vlečka Unipetrol RPA                              |
| ehemaliger Dienststation / Betriebs- oder Güterbahnhof |                                                                    | Most-Minerva nákladní nádraží                     | Most-Minerva nákladní nádraží                     |
| Abzweig geradeaus und ehemals nach rechts |                                                                    | vlečka důl Hlubina                                | vlečka důl Hlubina                                |
| Abzweig geradeaus und ehemals nach links |                                                                    | vlečka důl Herkules (Zentrale Kohlenaufbereitung) | vlečka důl Herkules (Zentrale Kohlenaufbereitung) |
| Haltepunkt / Haltestelle | 10,577                                                             | Litvínov město                                    | Litvínov město                                    |
| Abzweig geradeaus und ehemals von rechts |                                                                    | von (Praha-Smíchov–) Most (vorm. PDE)             | von (Praha-Smíchov–) Most (vorm. PDE)             |
| Abzweig geradeaus und von links |                                                                    | von (Chomutov–) Litvínov (vorm. DBE)              | von (Chomutov–) Litvínov (vorm. DBE)              |
| Bahnhof | 11,890                                                             | Louka u Litvínova früher Wiesa-Oberleutensdorf    | 305 m                                             |
| Abzweig geradeaus und nach rechts |                                                                    | nach Děčín hl. n. (vorm. DBE)                     | nach Děčín hl. n. (vorm. DBE)                     |
| Strecke |                                                                    | nach Moldava v Krušných horách (vorm. PDE)        | nach Moldava v Krušných horách (vorm. PDE)        |
| |                                                                    |                                                   |                                                   |
| Quellen: |                                                                    |                                                   |                                                   |

Die Bahnstrecke Most–Louka u Litvínova ist eine Eisenbahnverbindung in Tschechien. Sie entstand ab den 1950er Jahren als (zunächst provisorische) Neutrassierung der Bahnstrecke Most–Moldava, die dort infolge der Devastierung der Landschaft durch den dortigen Braunkohlebergbau aufgegeben werden musste. Die Strecke zweigt in  Most von der Bahnstrecke Ústí nad Labem–Chomutov ab, passiert den Industriekomplex Unipetrol RPA und führt nach Louka u Litvínova (Wiesa), wo sie in die ursprüngliche Strecke Most–Moldava und in die Strecke Děčín–Chomutov einmündet.
Seit dem 13. Januar 2012 ist die Strecke zwischen Most nové nádraží und Louka u Litvínova als regionale Bahn („regionální dráha“) klassifiziert.

## Geschichte
Die ursprüngliche Strecke zwischen Most und Litvínov musste am 23. Mai 1954 wegen Bergschäden aufgegeben werden. Der Reiseverkehr zwischen Most und Litvínov wurde fortan im Schienenersatzverkehr mit Bussen abgewickelt. Für den Güterverkehr nahmen die Tschechoslowakischen Staatsbahnen (ČSD) am 1. Juni 1956 eine provisorische Verbindung von Most-Minerva bis Louka u Litvínova in Betrieb, die jedoch weiterhin das aktive Bergbaugebiet durchquerte. 
Die ČSD bauten eine neue Strecke in bergbaufreien Gebiet, die das Werksgelände der heutigen Unipetrol RPA unmittelbar umfährt und bis Litvínov město den gesicherten Verkehrskorridor mit der Fernstraße Silnice I/27 und der Schnellstraßenbahn Most–Litvínov mitnutzt. Ab 1963 verkehrten auf der neuen Verbindung bereits Güterzüge. Am 28. Mai 1964 wurde die Strecke offiziell eröffnet. Für den Güterverkehr ist sie von Anfang an zwischen Most und Louka u Litvínova mit 3 kV Gleichspannung elektrifiziert.
Der Winterfahrplan 1969/70 verzeichnete acht täglich verkehrende Personenzugpaare, die stets von und nach Moldava v Krušných horách durchgebunden waren. Dazu kamen werktags zwei weitere Zugpaare für den Berufsverkehr zwischen Most und Louka u Litvínova. Bis auf zwei Reisezugpaare an Sonn- und Feiertagen mit Dampflokomotive wurden alle Züge mit Dieseltriebwagen als Motorzug gefahren.
Von der Ausweitung des Braunkohlebergbaues war auch die Stadt Most ab 1964 unmittelbar betroffen. Bis 1975 wurde die Altstadt abgerissen. Die vom Bergbau betroffenen Verkehrswege wurden im sogenannten „Korridor“ am Fuß des Berges Hněvín neu trassiert. Mit der Eröffnung des heutigen Bahnhofes Most im Jahr 1978 wurde der Nullpunkt der Strecke dort festgelegt.
Am 1. Januar 1993 ging die Strecke im Zuge der Dismembration der Tschechoslowakei an die neu gegründeten České dráhy (ČD) über. Seit 2003 gehört sie zum Netz des staatlichen Infrastrukturbetreibers Správa železniční dopravní cesty (SŽDC), heute: Správa železnic. Am 13. Januar 2012 wurde die Strecke zur regionalen Bahn („regionální dráha“) abgestuft.
Seit dem Fahrplanwechsel im Dezember 2022 werden die Verkehrsleistungen im Schienenpersonennahverkehr nach einer Neuausschreibung durch das private Eisenbahnverkehrsunternehmen Die Länderbahn CZ (DLB) erbracht. Im Jahresfahrplan 2025 wird die Strecke werktags von den Personenzügen der Linie U12 (Rakovník–Osek město) im Einstundentakt (mit Taktlücken) befahren. An den Wochenenden verkehren lediglich vier Zugpaare der touristischen Linie T8 (Most–Moldava v Krušných horách), die außer Litvínov město keine Zwischenhalte bedienen.

## Streckenbeschreibung

### Verlauf
Ihren Beginn hat die Strecke heute im neuen Bahnhof von Most, der 1978 in Betrieb genommen wurde. Von dort führt die Strecke zunächst ohne nennenswerte Neigung nordwärts durch das Nordböhmische Becken. Links der Strecke erstreckt sich der Industriekomplex des früheren Hydrierwerkes Maltheuren, das heute als Unipetrol RPA firmiert.
Nach einer kurzen Steigung mündet sie von Westen in den Bahnhof Louka u Litvínova ein.

### Betriebsstellen

#### Most-Kopisty
Die Haltestelle Most-Kopisty wurde 1964 an der Ostseite des Rangierbahnhofes Most nové nádraží am 28. Mai 1964 eröffnet.

#### Most-Minerva
Der heute aufgelassene Bahnhof Most-Minerva lag nördlich der Werksanlagen von Unipetrol RPA. Über eine Schleppbahn war die zentrale Kohleaufbereitung am früheren Herkulesschacht angeschlossen. Heute besteht nur noch der Werksbahnhof von Unipetrol und die Personenhaltestelle, die am 28. Mai 1964 eröffnet wurde. Seinen Namen erhielt der Bahnhof nach dem früheren Minervaschacht.

#### Louka u Litvínova

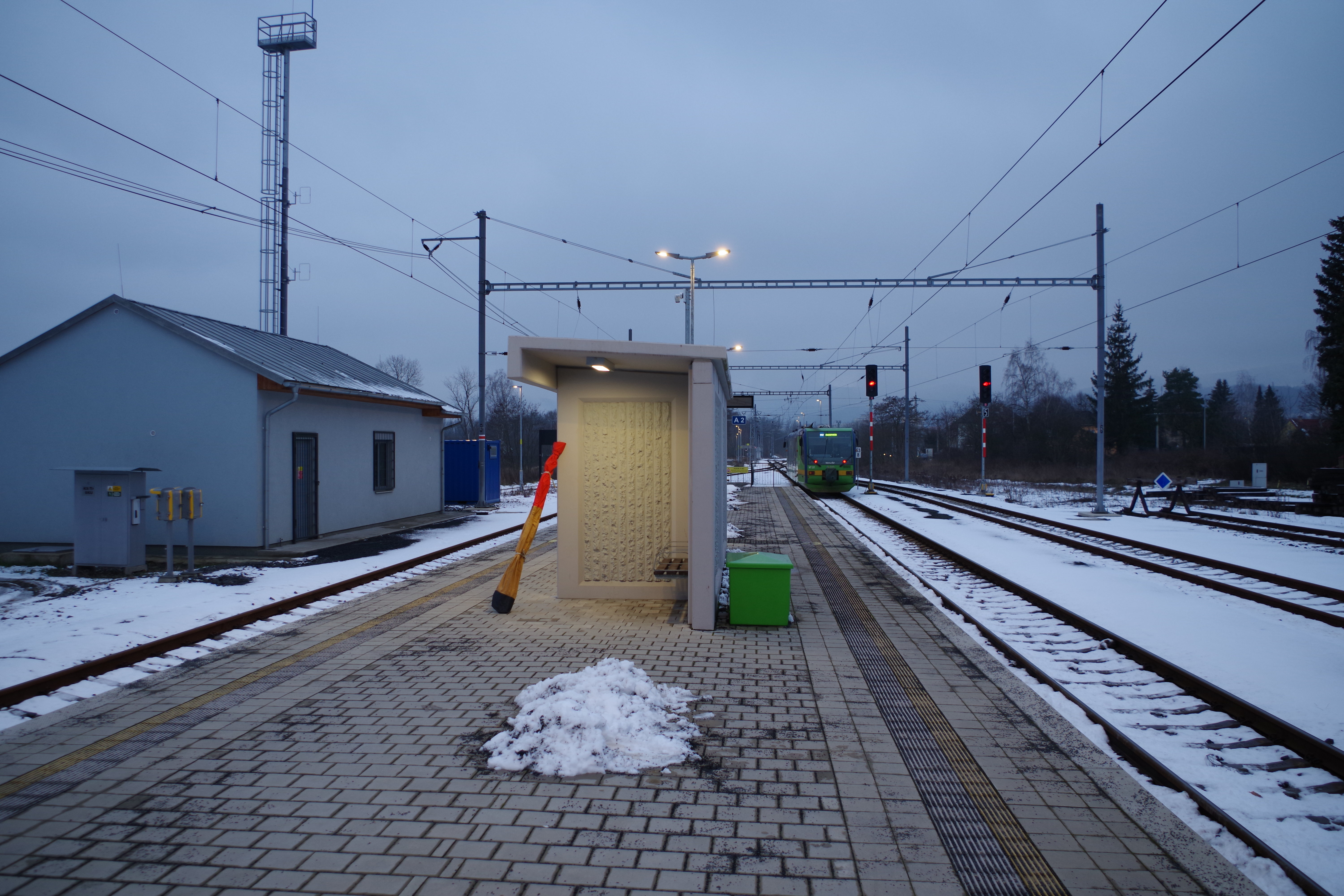
Bahnhof Louka u Litvínova (2023)

Der heutige Bahnhof Louka u Litvínova wurde am 24. November 1894 durch die kkStB in Betrieb genommen, um eine Verknüpfung mit der Strecke der verstaatlichten Dux-Bodenbacher Eisenbahn (DBE) herzustellen. In jüngerer Zeit wurden die ausgedehnten Anlagen des Bahnhofes auf zwei Bahnsteiggleise reduziert.

## Fahrzeugeinsatz
Bis Ende 2022 wurde der planmäßige Reiseverkehr mit den Triebwagen der ČD-Baureihen 810 (ČSD M 152.0) und 814 abgewickelt. Im Winter kamen vor den Triebwagen auch fallweise Lokomotiven der ČD-Baureihe 742 (ČSD T 466.2) zum Einsatz, wenn die Besetzung der Züge und die Witterungsverhältnisse am Erzgebirgskamm das erfordern.